# Patrick van den Brink
P.C. (Patrick) van den Brink (Hilversum, 6 november 1967) is een Nederlands politicus van het CDA.
Hij heeft gewerkt als achtereenvolgens docent/projectleider bij het Centraal Instituut voor Opleiding en Vorming; senior sociaal rechercheur bij de Sociale Dienst Amsterdam; financieel specialist bij het Landelijk Recherche Team onderdeel van het KLPD; manager Deloitte & Touche afdeling Forensic Services en was daarnaast van 2001 tot 2006 wethouder in zijn geboorteplaats Hilversum. Daarna werkte Van de Brink bij de Stichting Philadelphia Zorg voor hij in mei 2007 werd benoemd tot burgemeester van de Utrechtse gemeente IJsselstein. In 2014 werd Van den Brink directeur van het Centrum voor Criminaliteitspreventie en Veiligheid.